# Rue Budé
La rue Budé est une rue située sur l’île Saint-Louis, dans le quartier Notre-Dame du 4e arrondissement de Paris, en France.

## Situation et accès
Longue de 84 mètres, elle commence au 10, quai d’Orléans et se termine au 45, rue Saint-Louis-en-l’Île.
Le quartier est desservi par la ligne 7 à la station Pont Marie.

## Origine du nom

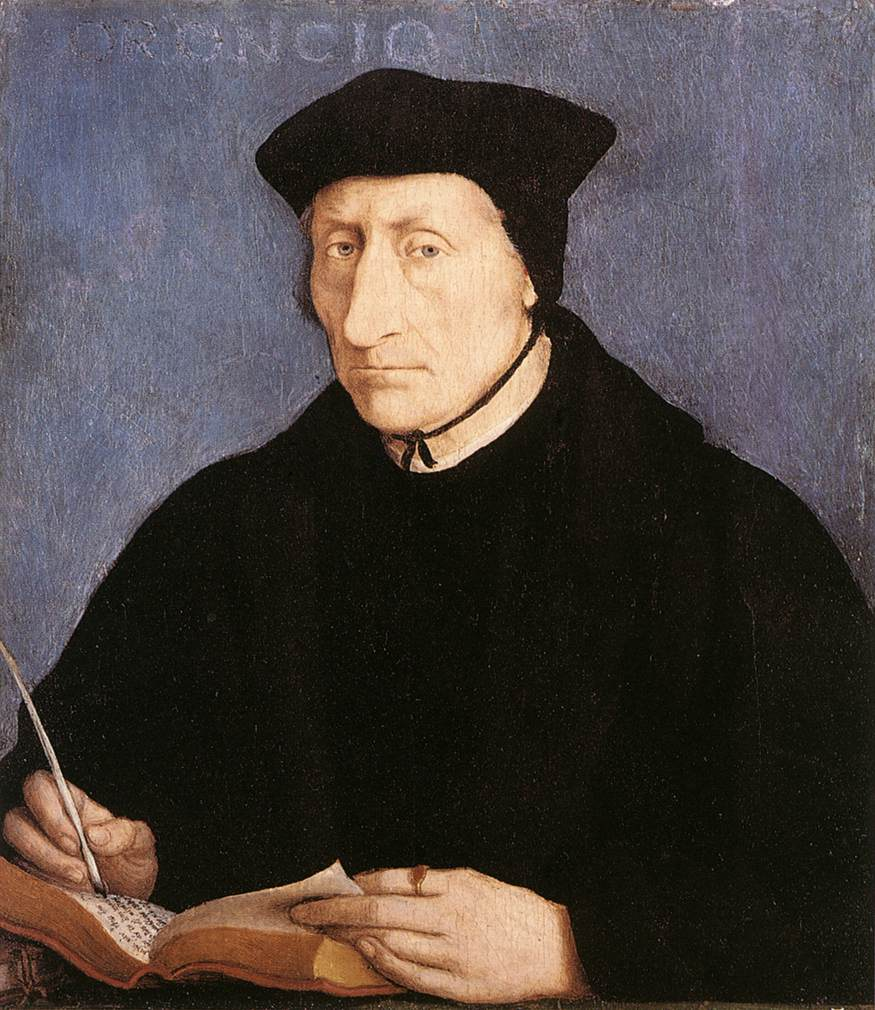
Guillaume Budé.

Cette voie rend hommage à Guillaume Budé (1467-1540), philologue français qui fut aussi prévôt des marchands de Paris en 1522.

## Historique
En 1702, cette voie faisait partie du quartier de la Cité avant de faire partie du quartier de l'Île-Saint-Louis de l’ancien 9e arrondissement de Paris. 
Cette voie a d’abord porté le nom de « rue Guillaume », d’après le nom de famille de l’un des promoteurs de l’île Saint-Louis. Par décret du 27 février 1867, elle s’est vu attribuer le nom de « rue Budé ».
Par ordonnance en date du 9 décembre 1838, la rue Guillaume est alignée :
« Louis-Philippe, etc.,

Article 1 - Les alignements des rues de Bretonvilliers, de la Femme-sans-Tête, Guillaume, Saint-Louis-en-l'Île, Poulletier, Regrattier, des quais d'Anjou, de Béthune, de Bourbon et d'Orléans, à Paris sont arrêtés ainsi qu'ils sont tracés sur les plans ci-annexés, suivant les procès-verbaux des points de repère transcrits sur les dits plans.
 Donné au palais des Tuileries le 9 décembre 1838. »

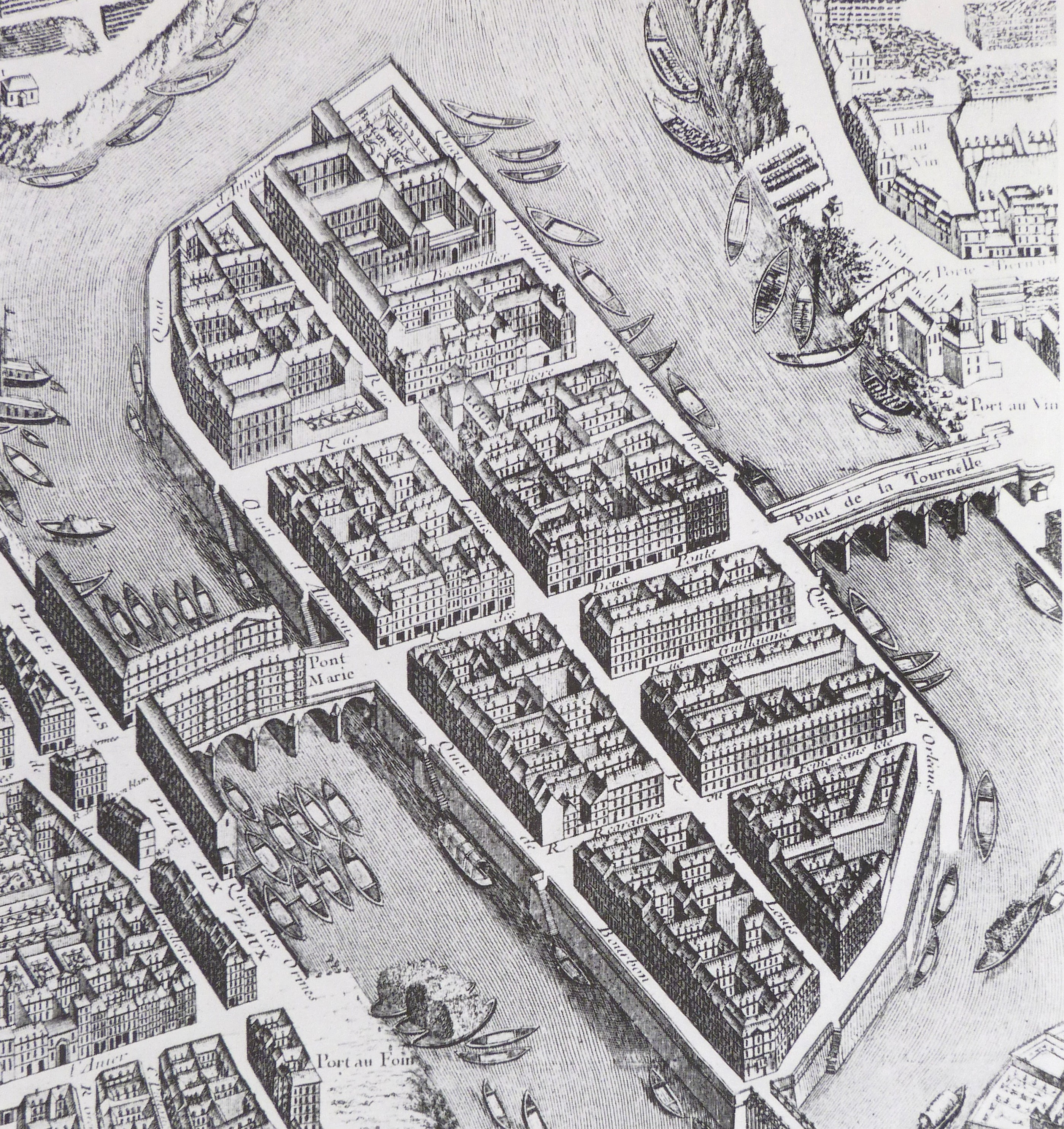
L’île Saint-Louis dans de plan de Turgot de 1739 mentionnant la « rue Guillaume ».
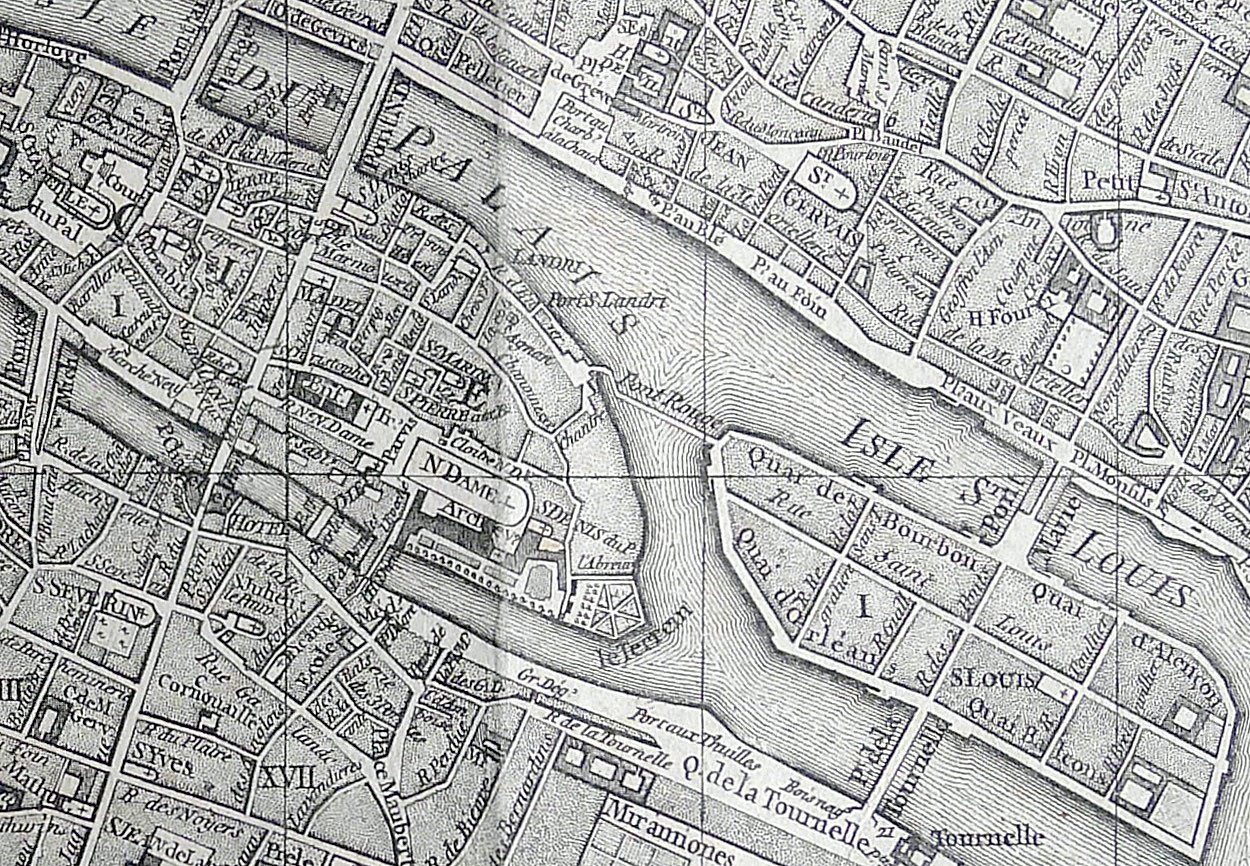
Carte de Paris de Vaugondy de 1760 : la « R Guill. » (à lire « rue Guillaume ») est mentionnée dans l’île Saint-Louis.

## Bâtiments remarquables et lieux de mémoire

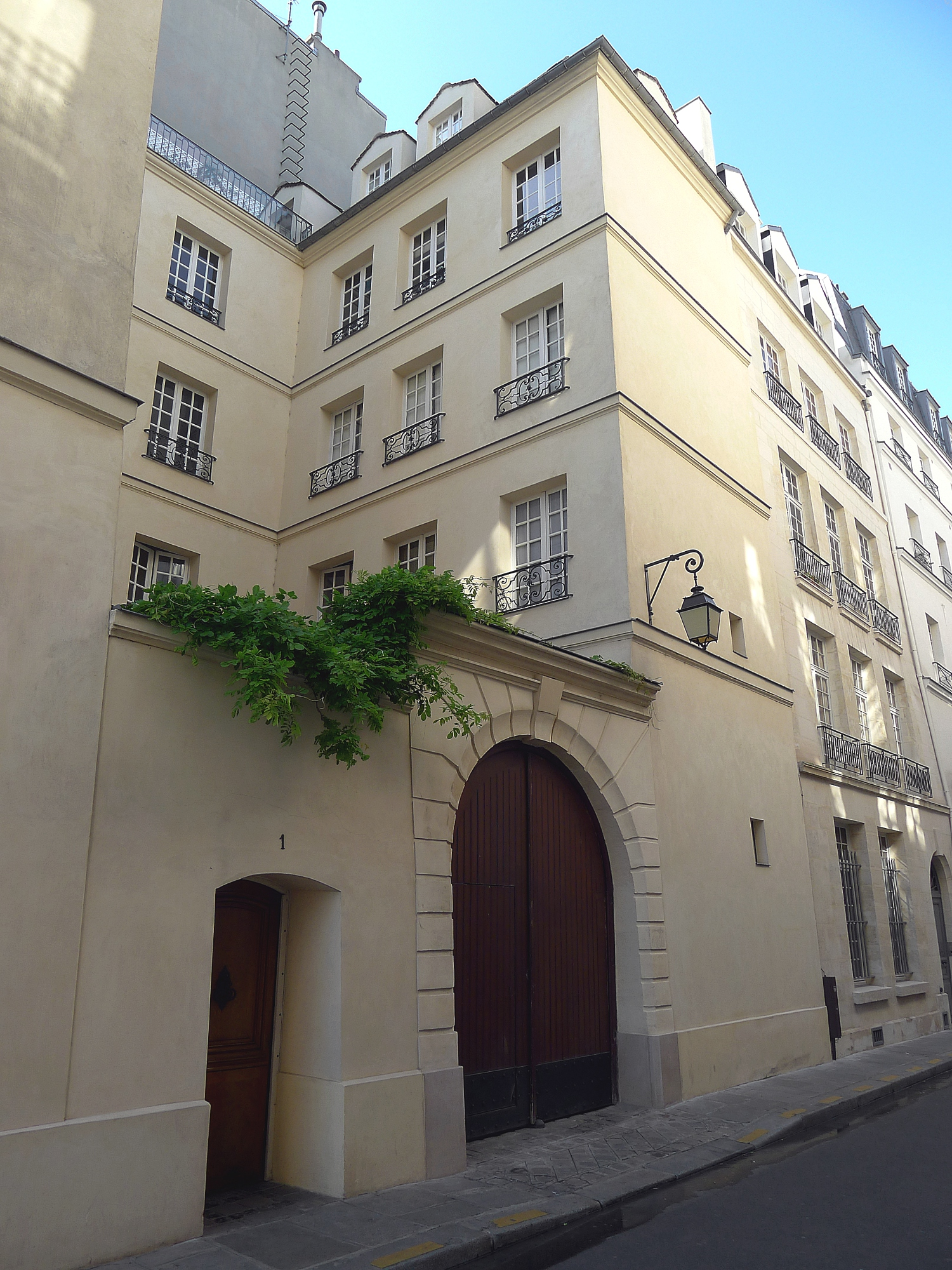
No 1 : ancien hôtel particulier.

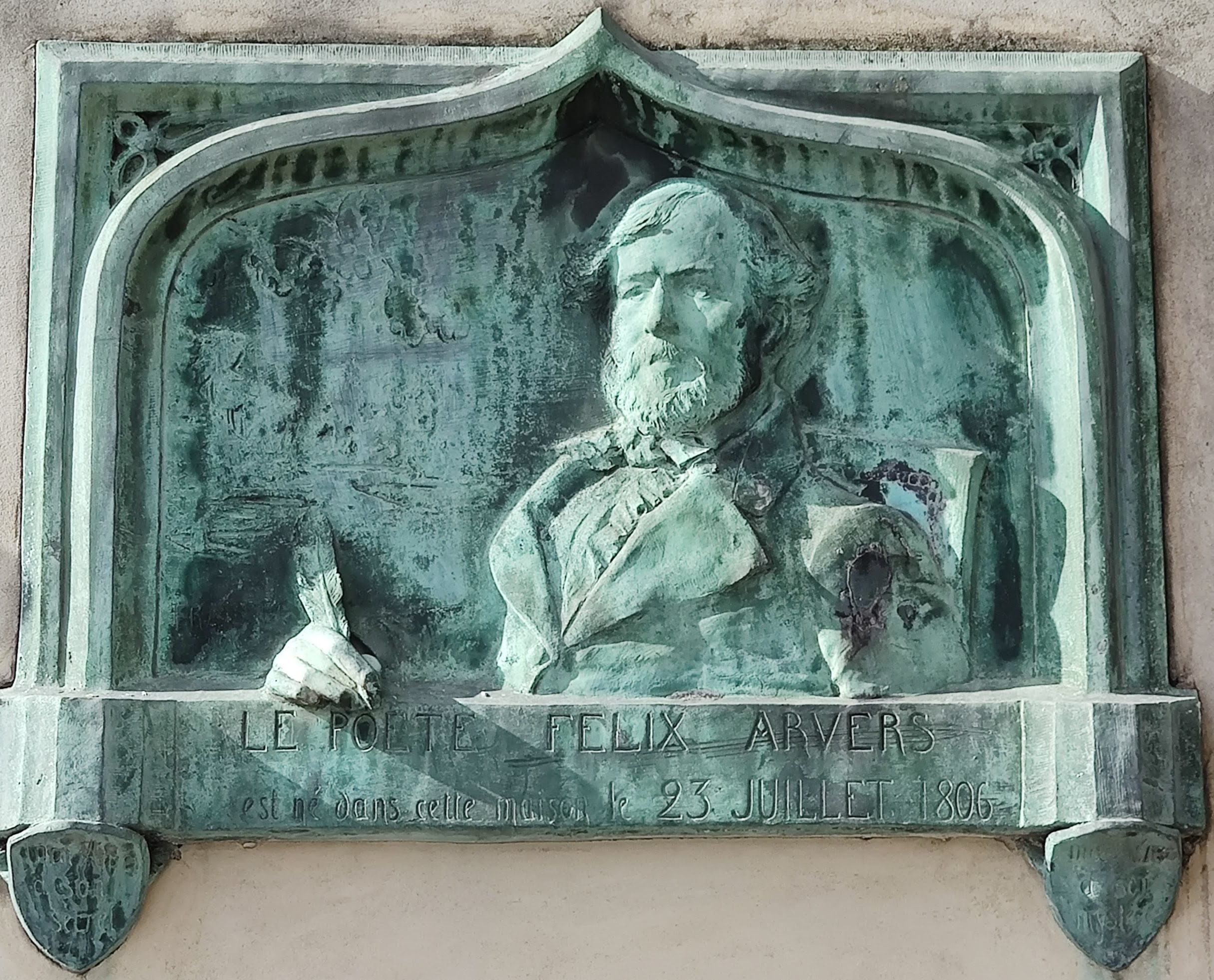
No 1 : plaque à la mémoire de Félix Arvers.

- No 1 (et 12, quai d'Orléans) : maison natale du poète et dramaturge Félix Arvers (1806-1850). Une plaque en bronze réalisée par le graveur Édouard Fraisse est apposée sur la façade en sa mémoire le 23 juillet 1906, au centième anniversaire de sa naissance[6]. En 1930, le concierge de l’immeuble, alcoolique et violent, y est assassiné de deux coups de revolver par sa jeune femme[7].